# Štefe
Štefe je priimek več znanih Slovencev:
- Drago Štefe (*1937),  elektroenergetik, župan (Kranj)
- Ivan Štefe (1875—1919), časnikar
- Janez Štefe (1952—2002), smučar
- Janko Štefe (1923—2002), smučar
- Janko Štefe (1924—?), kipar, likovni vodja - scenograf lutkovnega gledališča
- Tomaž Štefe (*1936), geograf, svetovalec ZZRS, lekiskograf
- Milan Štefe (1960—2019), igralec
- Nataša Štefe, radijska novinarka